# Yuki Takita
Yuki Takita (田北 雄気 Takita Yuki?), född 16 maj 1967 i Saitama prefektur, är en japansk före detta fotbollsspelare.
Takita började sin karriär 1990 i NTT Kanto. 1992 flyttade han till Urawa Reds. Han avslutade karriären 2000.